# Szungmjong Női Egyetem állomás
Szungmjong (Sookmyung) Női Egyetem állomás a szöuli metró 4-es vonalának állomása, mely Szöul Jongszan-ku (Yongsan-gu) kerületében található. Karvol (Garwol) állomásnak (갈월역) is hívják.

## Viszonylatok
| 4-es vonal                      | 4-es vonal                | 4-es vonal                                        |
| ------------------------------- | ------------------------- | ------------------------------------------------- |
| Szöul Tanggoge (Danggogae) felé | személy- és expresszvonat | Szamgakcsi (Samgakji) Anszan (Ansan) és Oido felé |